# مصطفی بادکوبه‌ای

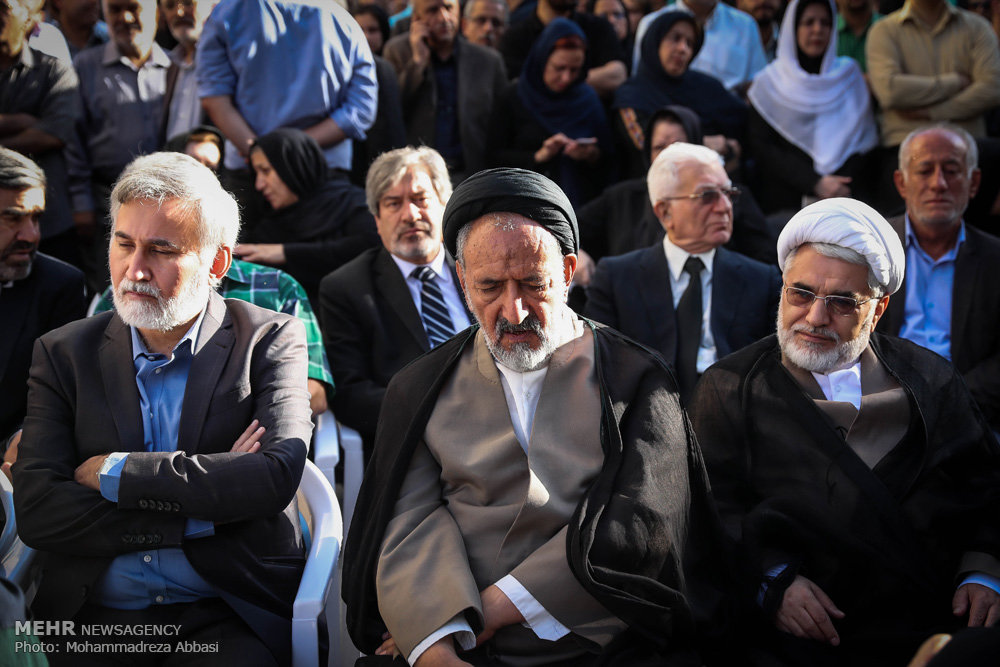
مصطفی بادکوبه‌ای، پشت محمود دعایی - ۱۳۹۶

مصطفی بادکوبه‌ای هزاوه‌ای (متولد سال ۱۳۲۸ در اراک) ادیب، روزنامه‌نگار و شاعر ایرانی است.

## زندگی‌نامه
بادکوبه‌ای تا پایان دیپلم در رشته ادبی در اراک تحصیل کرده و پس از خدمت سربازی در کسوت سپاه دانش به دانشگاه فردوسی مشهد راه یافته در رشته زبان و ادبیات فارسی لیسانس گرفت. همزمان در روزنامه خراسان و آستان قدس رضوی اشتغال داشته و در آستانه وقوع انقلاب اسلامِی ایران از همه مسئولیت‌هایش اخراج شده و به زندان افتاد. سپس به تهران مهاجرت کرد. تحصیلات حوزوی و دانشگاهی را ادامه داده و بالاخره در سال ۱۳۸۴ موفق به دریافت مدرک از دانشگاه راشویل شد.
پس از انتخابات ۱۳۸۸ به سرودن اشعاری در انتقاد از نظام جمهوری اسلامی و دولت احمدی‌نژاد و حمایت از کسانی که او در شعرهایش از آنان به عنوان «فتنه‌گران» یاد کرده‌است پرداخت.
او فرزند شیخ حسین بادکوبه‌ای هزاوه‌ای از روحانیان معروف شهر اراک است.

## آثار
تا کنون بیست و نه اثر چاپی را منتشر کرده‌است که از میان آنها برخی به تجدید چاپ‌های مکرر رسیده‌اند.
برخی از این کتاب‌ها عبارتند از:
دیوان حافظ (آیات نور در سفینه غزل)
1. علل شکست ساسانیان از اعراب
2. بررسی آداب و رسوم اجتماعی ایران بر اساس کتاب «سمک عیار»
3. زندگی‌نامه خیام
4. زندگی‌نامه خواجه نصیر طوسی
5. زندگی‌نامه ناصر خسرو قبادیانی
6. زندگی‌نامه عطار نیشابوری
7. زندگی‌نامه حافظ
8. زندگی‌نامه پروین اعتصامی
9. زندگی‌نامه ملک الشعرا بهار
10. تصحیح و اعراب‌گذاری مفاتیح‌الجنان
11. ترجمه احادیث عربی مولانا در مثنوی شریف
12. بر امواج نیل (زندگی حضرت موسی بر اساس قرآن و تورات)
13. یوسف و زلیخا در قرآن و تورات و عرفان
14. زندگی و اسناد عبدالحسین میرزا فرمانفرما (ویراستاری)
15. زیر نگاه پدر (ویراستاری) نوشته خانم نیر فرمانفرما
16. دلمشغولی‌های یک سردبیر
17. آوای امید. مجموعه شعر
18. پیرامون انقلاب اسلامی. ترجمه و ویراستاری و تعلیقات. (نویسنده مرحوم ابوالبشر فرمانفرماییان)
19. بازها و کبوترها. ویراستاری. (خاطرات چهار و نیم سال زندان… فرمانفرماییان)
20. نگاهی دیگر به چهره ضحاک در شاهنامه فردوسی.
21. نیاخاک اهورایی (مجموعه شعر توقیف شده)
22. نابغه نیشابور (برای کودکان)
23. خواجه دانشمند (برای کودکان)
24. هیچ (سفرنامه قونیه. در دست چاپ)
25. نگاه قرآنی به حافظ (ارسال شده به وزارت ارشاد برای مجوز)[۳]
26. گزیده غزلیات حافظ: آیات نور در سفینه غزل شامل، روح غزل رهنمود فال

آوای امید (مجموعه اشعار خود او)

## فعالیت‌ها
او در آبان ماه ۱۳۸۶ در بزرگداشتی که به همت سازمان یونسکو در فرهنگسرای نیاوران برگزار شد در مورد اندیشه‌های مولوی سخنرانی کرد.
یکی از مهمترین کتابهای وی، کتاب (دیوان حافظ آیات نور در سفینه غزل) از انتشارات محمد است که در سال ۱۳۸۴ کتاب برگزیده شناخته شد و به افتخارش در موزه امام علی از سوی سازمان فرهنگی هنری شهرداری تهران و انجمن حافظان فرهنگ و هنر ایران جشنی بزرگ برپاشد. در این کتاب نگاه قرآنی حافظ مورد بررسی قرار گرفته‌است.
مصطفی بادکوبه‌ای پس از انتخابات ۱۳۸۸ به سرودن اشعار در انتقاد از دولت احمدی‌نژاد و حمایت از کسانی که او در شعرهایش از آنان به عنوان «فتنه‌گران» یاد کرده‌است پرداخت.
مصطفی بادکوبه‌ای در مهرماه سال ۱۳۸۹ خورشیدی در برنامه «صبحی دیگر» حضور یافت و از زندگی و اندیشه‌های حافظ در روز بزرگداشت این شاعر سخن گفت. او در این برنامه به بررسی جایگاه اشعار بلند حافظ در تاریخ شعر فارسی، تحلیل رازهای شعر حافظ و دلایل ماندگاری آثارش و نیز تحلیل جهان شاعرانه او پرداخت. این برنامه از شبکه هفتم سیمای جمهوری اسلامی ایران پخش شد.

## دستگیری
در بهار سال ۱۳۹۰ از سوی نهادهای امنیتی بازداشت و به زندان اوین منتقل شد. او که تا قبل از بازداشت در عین تدریس در کلاسهای خصوصی، از مدت‌ها پیش به اداره جلسات شرح و تفسیر مثنوی معنوی و حافظ مشغول بود، در مهرماه ۱۳۹۲ آزاد شد.
روز دوشنبه ۱۲ خرداد ۱۳۹۹ مصطفی بادکوبه‌ای در پی حضور در دادسرای اوین بازداشت و برای اجرای حکم یک سال زندان به زندان تهران بزرگ منتقل شد.